# بخش براون (شهرستان ناکس، اوهایو)
بخش براون (به انگلیسی: Brown Township) یک منطقهٔ مسکونی در ایالات متحده آمریکا است که در شهرستان ناکس، اوهایو واقع شده‌است.
 بخش براون ۷۷٫۷ کیلومتر مربع مساحت و ۱٬۸۶۲ نفر جمعیت دارد و ۳۲۱ متر بالاتر از سطح دریا واقع شده‌است.